# لویک لاپوسین
لویک لاپوسین (انگلیسی: Loïc Lapoussin؛ زادهٔ ۲۷ مارس ۱۹۹۶) بازیکن فوتبال است.
از باشگاه‌هایی که در آن بازی کرده‌است می‌توان به باشگاه فوتبال ستاره سرخ اشاره کرد.
وی همچنین در تیم ملی فوتبال ماداگاسکار بازی کرده‌است.